# Algarve Cup 2012
L'Algarve Cup 2012 è stata la diciannovesima edizione dell'Algarve Cup. Ebbe luogo dal 29 febbraio al 7 marzo 2012.

## Formato
Le 12 squadre erano divise in tre gironi all'italiana. I gruppi A e B contenevano le squadre meglio piazzate nel ranking che si contesero il titolo.
Dopo gli scontri diretti nel girone, vennero disputate sei finali: la finale per l'undicesimo posto fra le ultime due del gruppo C, la finale per il nono posto tra la seconda del gruppo C e la peggiore quarta tra gli altri due gruppi, la finale per il settimo posto tra la prima del gruppo C e la migliore quarta tra gli altri due gruppi, la finale per il quinto posto tra le terze dei primi due gruppi, la finale per il terzo posto tra le seconde dei primi due gruppi e la finale tra le prime dei primi due gruppi.
Erano assegnati tre punti per la vittoria, uno per il pareggio e zero per la sconfitta. In caso di parità di punti, venivano considerati gli scontri diretti, la differenza reti e i gol fatti.

## Squadre
- Cina
- Danimarca
- Galles
- Germania

- Giappone
- Irlanda
- Islanda
- Norvegia

- Portogallo
- Stati Uniti
- Svezia
- Ungheria

## Fase a gironi

### Gruppo A
| Squadra  | Pt | G | V | N | P | GF | GS | DR |
| -------- | -- | - | - | - | - | -- | -- | -- |
| Germania | 9  | 3 | 3 | 0 | 0 | 6  | 0  | +6 |
| Svezia   | 6  | 3 | 2 | 0 | 1 | 5  | 5  | 0  |
| Islanda  | 3  | 3 | 1 | 0 | 2 | 2  | 5  | -3 |
| Cina     | 0  | 3 | 0 | 0 | 3 | 0  | 3  | -3 |

| Arbitro: | Jana Adámková |

|            |           |  |
| Mittag 25’ | Marcatori |  |

| Arbitro: | Margaret Domka |

|               |           |  |
| Göransson 83’ | Marcatori |  |

| Arbitro: | Morag Pirie |

|                 |           |                                            |
| Lárusdóttir 21’ | Marcatori | 2’ Schelin 13’ 38’ Göransson 33’ Landström |

| Arbitro: | Katalin Kulcsár |

|                      |           |  |
| Behringer 33’ (rig.) | Marcatori |  |

| Arbitro: | Carina Vitulano |

|  |           |                                           |
|  | Marcatori | 24’, 31’, 65’ Okoyino da Mbabi 90+2’ Popp |

| Arbitro: | Lucila Venegas |

|  |           |                    |
|  | Marcatori | 79’ Friðriksdóttir |

### Gruppo B
| Squadra     | Pt | G | V | N | P | GF | GS | DR |
| ----------- | -- | - | - | - | - | -- | -- | -- |
| Giappone    | 9  | 3 | 3 | 0 | 0 | 5  | 1  | +4 |
| Stati Uniti | 6  | 3 | 2 | 0 | 1 | 7  | 2  | +5 |
| Danimarca   | 3  | 3 | 1 | 0 | 2 | 1  | 7  | -6 |
| Norvegia    | 0  | 3 | 0 | 0 | 3 | 2  | 5  | -3 |

| Arbitro: | Lucila Venegas |

|                             |           |               |
| Nagasato 45+1’ Kawasumi 66’ | Marcatori | 17’ Herlovsen |

| Arbitro: | Liang Qin |

|  |           |                                                      |
|  | Marcatori | 21’, 82’ Morgan 45+1’ Wambach 77’ Lloyd 90+1’ Leroux |

| Arbitro: | Irazema Aguilera |

|  |           |                        |
|  | Marcatori | 52’ Sugasawa 90+2’ Ōno |

| Arbitro: | Salomé di Iorio |

|                        |           |              |
| Wambach 51’ Leroux 83’ | Marcatori | 90’ Thorsnes |

| Arbitro: | Nami Sato |

|              |           |  |
| Rasmussen 7’ | Marcatori |  |

| Arbitro: | Pernill Larsson |

|            |           |  |
| Takase 84’ | Marcatori |  |

### Gruppo C
| Squadra    | Pt | G | V | N | P | GF | GS | DR |
| ---------- | -- | - | - | - | - | -- | -- | -- |
| Galles     | 7  | 3 | 2 | 1 | 0 | 3  | 1  | +2 |
| Portogallo | 6  | 3 | 2 | 0 | 1 | 6  | 2  | +4 |
| Ungheria   | 3  | 3 | 1 | 0 | 2 | 2  | 6  | -4 |
| Irlanda    | 1  | 3 | 0 | 1 | 2 | 1  | 3  | -2 |

| Arbitro: | Carina Vitulano |

|  |           |          |
|  | Marcatori | 2’ Sipos |

| Arbitro: | Pernilla Larsson |

|  |           |             |
|  | Marcatori | 90+2’ James |

| Arbitro: | Abirami Apbai |

|                                               |           |  |
| Rodrigues 13’ Mendes 56’ Borges 64’ Couto 85’ | Marcatori |  |

| Ferreiras 2 marzo 2012 | Galles         | 0 – 0 | Irlanda | Desportivo da Nora Park\| Arbitro: \| Aissata Amegee \| |
| Arbitro:               | Aissata Amegee |       |         |                                                         |

| Arbitro: | Liang Qin |

|          |           |                |
| Vágó 72’ | Marcatori | 10’ 50’ Lander |

| Arbitro: | Margaret Domka |

|               |           |           |
| Borges 7’ 74’ | Marcatori | 29’ Quinn |

## Finale undicesimo posto
| Arbitro: | Aissata Amegee |

|            |           |                          |
| Tálosi 60’ | Marcatori | 18’ O'Gorman 52’ Russell |

## Finale nono posto
| Arbitro: | Katalin Kulcsár |

|  |           |               |
|  | Marcatori | 58’ Ma Xiaoxu |

## Finale settimo posto
| Arbitro: | Jana Adámková |

|  |           |                        |
|  | Marcatori | 49’, 69’, 81’ Pedersen |

## Finale quinto posto
| Arbitro: | Salomé di Iorio |

|                  |           |                                           |
| Magnúsdóttir 44’ | Marcatori | 3’, 18’ Troelsgaard Nielsen 88’ Rasmussen |

## Finale terzo posto
| Arbitro: | Morag Pirie |

|  |           |                                 |
|  | Marcatori | 4’, 33’, 73’ Morgan 36’ Wambach |

## Finale
| Arbitro: | Margaret Domka |

|                                             |           |                                      |
| Marozsán 20’ Okoyino da Mbabi 22’ 88’ 90+2’ | Marcatori | 35’ Kawasumi 55’ Tanaka 90’ Nagasato |

## Statistiche

### Classifica marcatrici
6 reti
- Célia Okoyino da Mbabi

5 reti
- Alex Morgan

3 reti
- Cecilie Pedersen
- Ana Borges

- Abby Wambach
- Antonia Göransson

2 reti
- Johanna Rasmussen
- Sanne Troelsgaard Nielsen

- Helen Lander
- Nahomi Kawasumi

- Yūki Nagasato
- Sydney Leroux

1 rete
- Ma Xiaoxu
- Angharad James
- Melanie Behringer
- Dzsenifer Marozsán
- Anja Mittag
- Alexandra Popp
- Shinobu Ōno
- Yuika Sugasawa
- Megumi Takase

- Asuna Tanaka
- Áine O'Gorman
- Louise Quinn
- Julie-Ann Russell
- Fanndís Friðriksdóttir
- Dóra María Lárusdóttir
- Hólmfríður Magnúsdóttir
- Isabell Herlovsen
- Elise Thorsnes

- Carla Couto
- Carolina Mendes
- Andrea Rodrigues
- Carli Lloyd
- Jessica Landström
- Lotta Schelin
- Lilla Sipos
- Szabina Tálosi
- Fanny Vágó

## Classifica finale
| Posizione | Squadra     |
| --------- | ----------- |
| 1         | Germania    |
| 2         | Giappone    |
| 3         | Stati Uniti |
| 4         | Svezia      |
| 5         | Danimarca   |
| 6         | Islanda     |
| 7         | Norvegia    |
| 8         | Galles      |
| 9         | Cina        |
| 10        | Portogallo  |
| 11        | Irlanda     |
| 12        | Ungheria    |